# Hong Kong Coliseum
Le Hong Kong Coliseum (en chinois : 香港體育館), couramment appelé Hung Hom Coliseum (en chinois : 紅磡體育館, 紅館), est une arène intérieure polyvalente située dans la baie de Hung Hom (en) de Kowloon à Hong Kong.
Construite par le conseil urbain, elle est inaugurée le 27 avril 1983 à l'occasion du 100e anniversaire du Conseil urbain. D'une capacité de 12 500 places, c'est la seconde plus grande arène intérieure de Hong Kong, après l'AsiaWorld-Arena ouverte en 2005.
Elle est actuellement gérée par le département des loisirs et des services culturels du gouvernement de Hong Kong.

## Bâtiment
Le Hong Kong Coliseum se compose d'une grande arène et d'un certain nombre de salles de conférence.

### Arène
L'arène est rectangulaire avec des côtés mesurant 41 m chacun et un sol en béton.
Pendant les représentations, le sol peut être recouvert de différents revêtements surélevés, tels que des parquets démontables ou divers déroulements caoutchoutés, pour faciliter la mise en place des équipements sportifs et la pratique de différentes activités sportives telles que le futsal, le badminton, le basket ball, le volley ball et le patin à glace.
De plus, le sol peut supporter de fortes pressions allant jusqu'à 1800 m2, ce qui n'est pas possible avec des bâtiments industriels. Cela facilite la mise en place de scènes, de plates-formes et d'équipements sonores pendant les concerts et autres spectacles qui nécessitent une scène surélevée et de bons systèmes de sonorisation.
Différents équipements techniques et un système de projection de télévision couleur sur 4 côtés sont également présents pour projeter l'image de l'artiste sur un écran, afin que le public assis à l'arrière du stade puisse également voir clairement.

### Salles de conférence
Le Hong Kong Coliseum propose des espaces ouverts et abrités pour la tenue de conventions et de conférences. La scène ouverte démontable fournit à l'arène un excellent forum pour les assemblées publiques ainsi que la diffusion en direct des cérémonies d'ouverture.

### Salle de réception
La salle de réception sert aux loueurs de l'arène pour accueillir les VIP en visite. Elle peut accueillir 60 personnes.

## Événement
Même si son nom officiel en chinois se traduit à peu près par « Arène sportive », la tenue de compétition sportive est moins fréquente que celle de concerts musicaux. De plus, certaines universités la louent chaque année pour des séminaires. Il est également utilisé chaque année de 1991 à 2010 pour accueillir le concours de Miss Hong Kong, excepté en 2008.
Il accueille également une partie de la Ligue féminine de FIVB de volley-ball chaque année.
Le 3 juin 2001, le groupe irlandais Westlife y tient un concert de sa tournée Where Dreams Come True Tour (en).

### Site des Jeux de l'Asie de l'Est de 2009
Le Hong Kong Coliseum a été l'un des lieux des 5e Jeux de l'Asie de l'Est qui ont eu lieu à Hong Kong en 2009.

## Galerie de photos

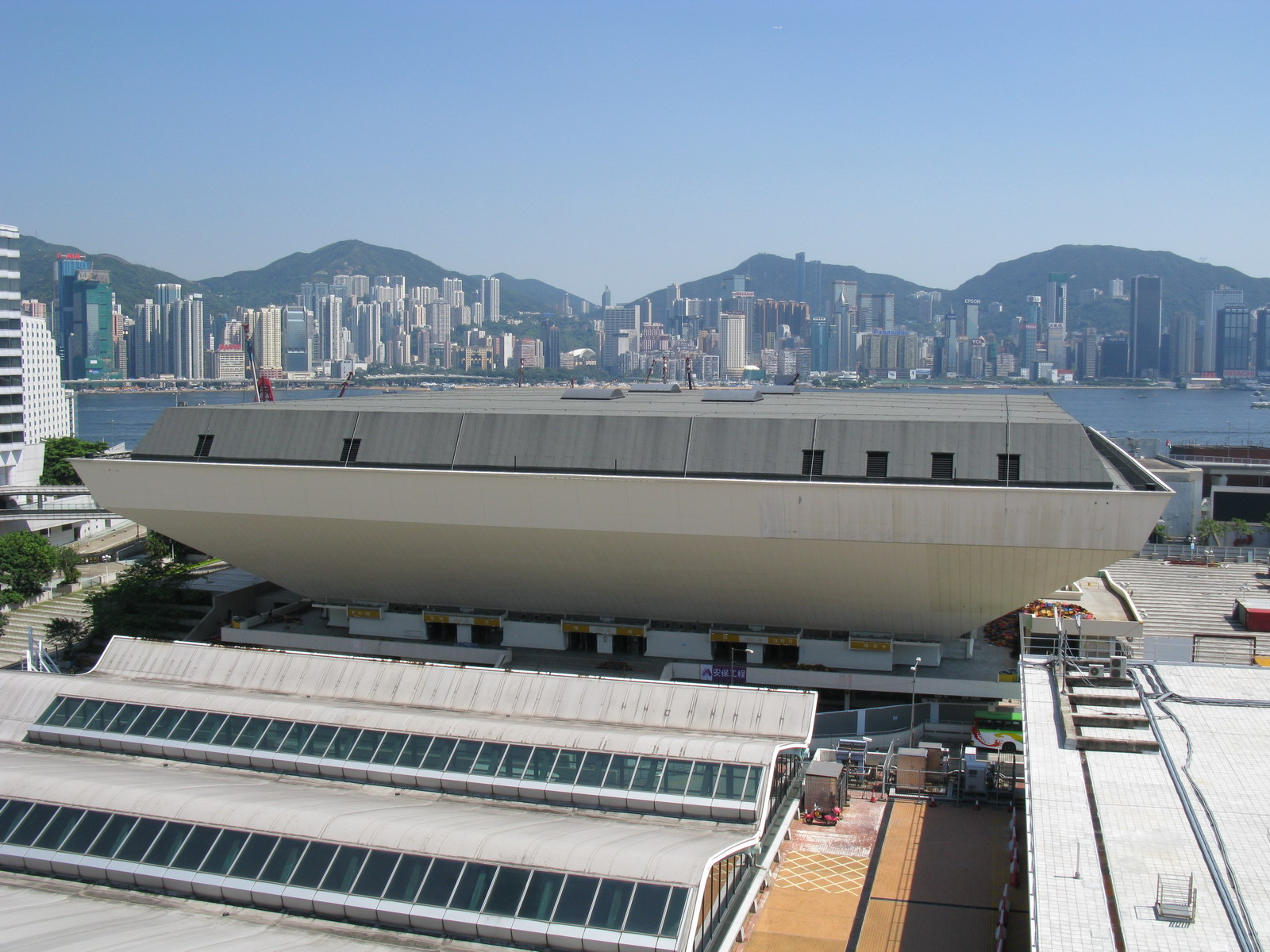
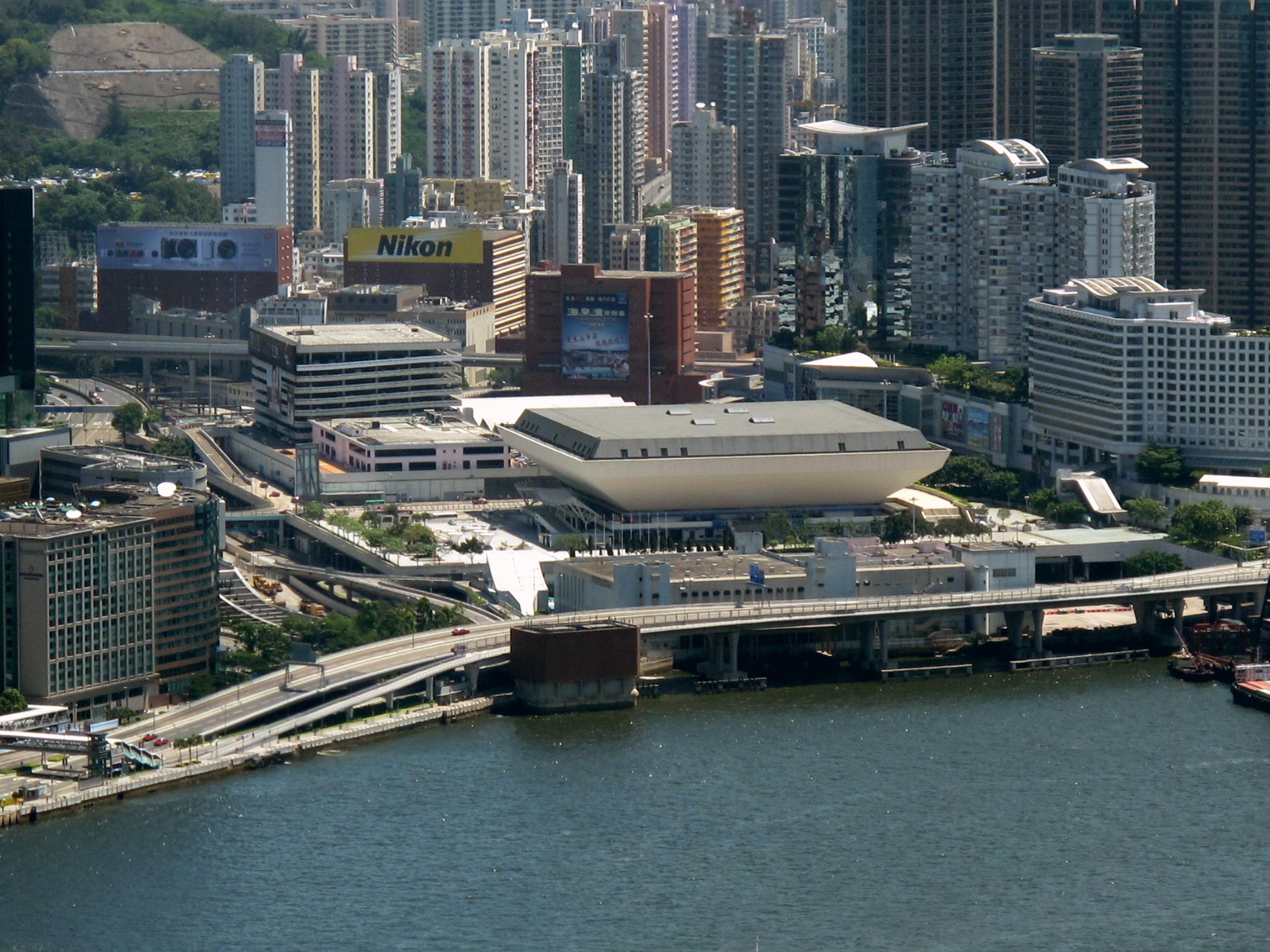
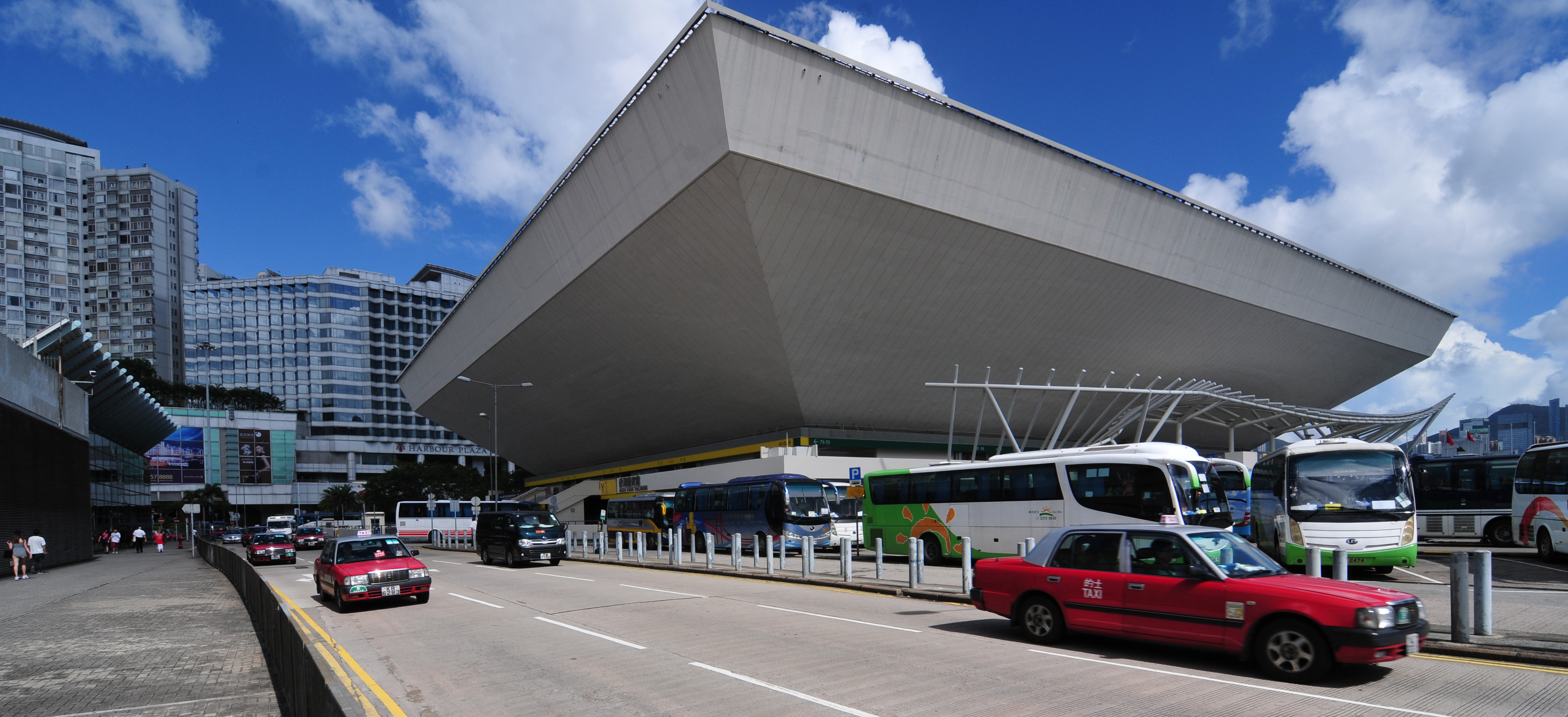
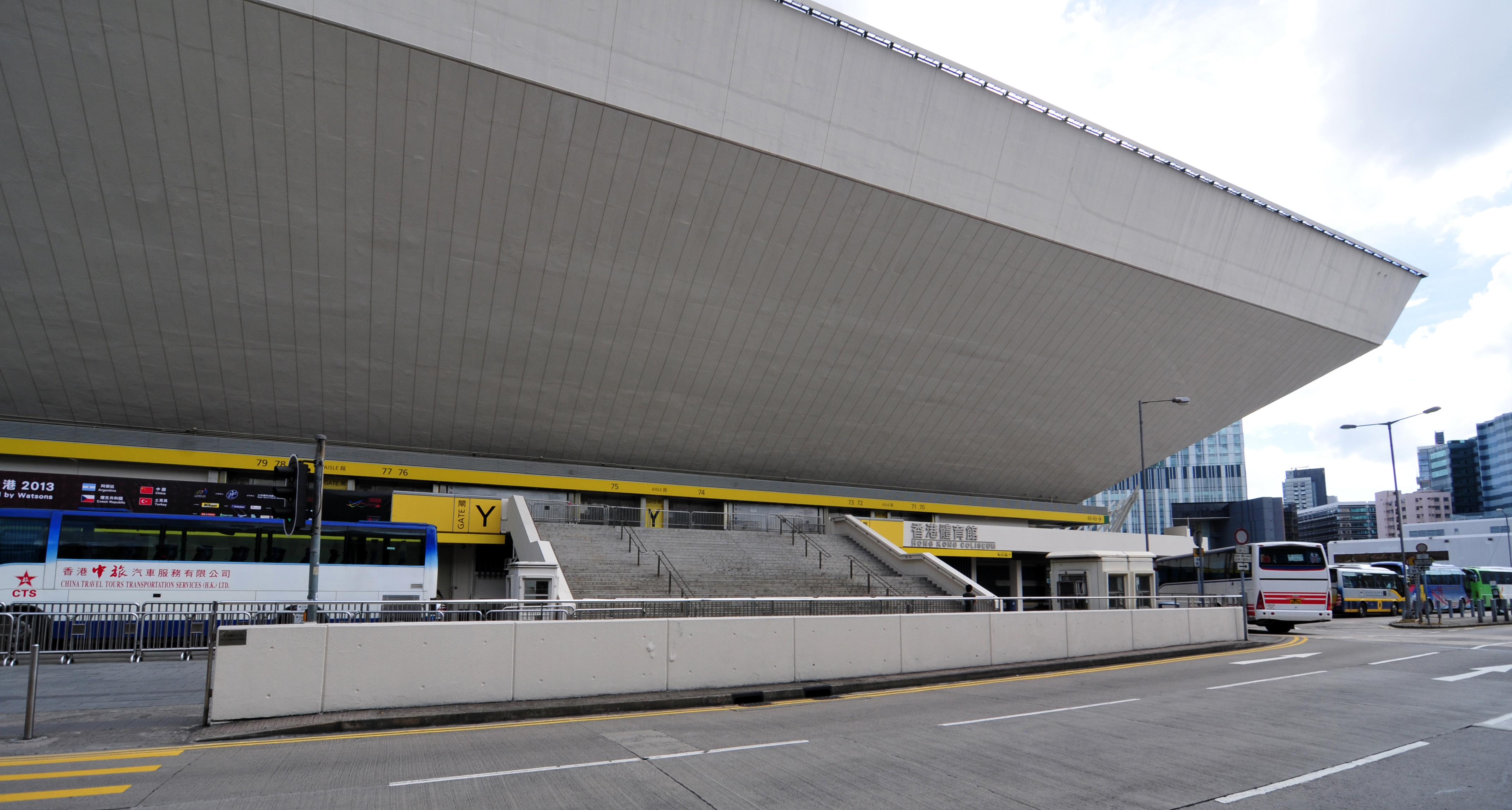
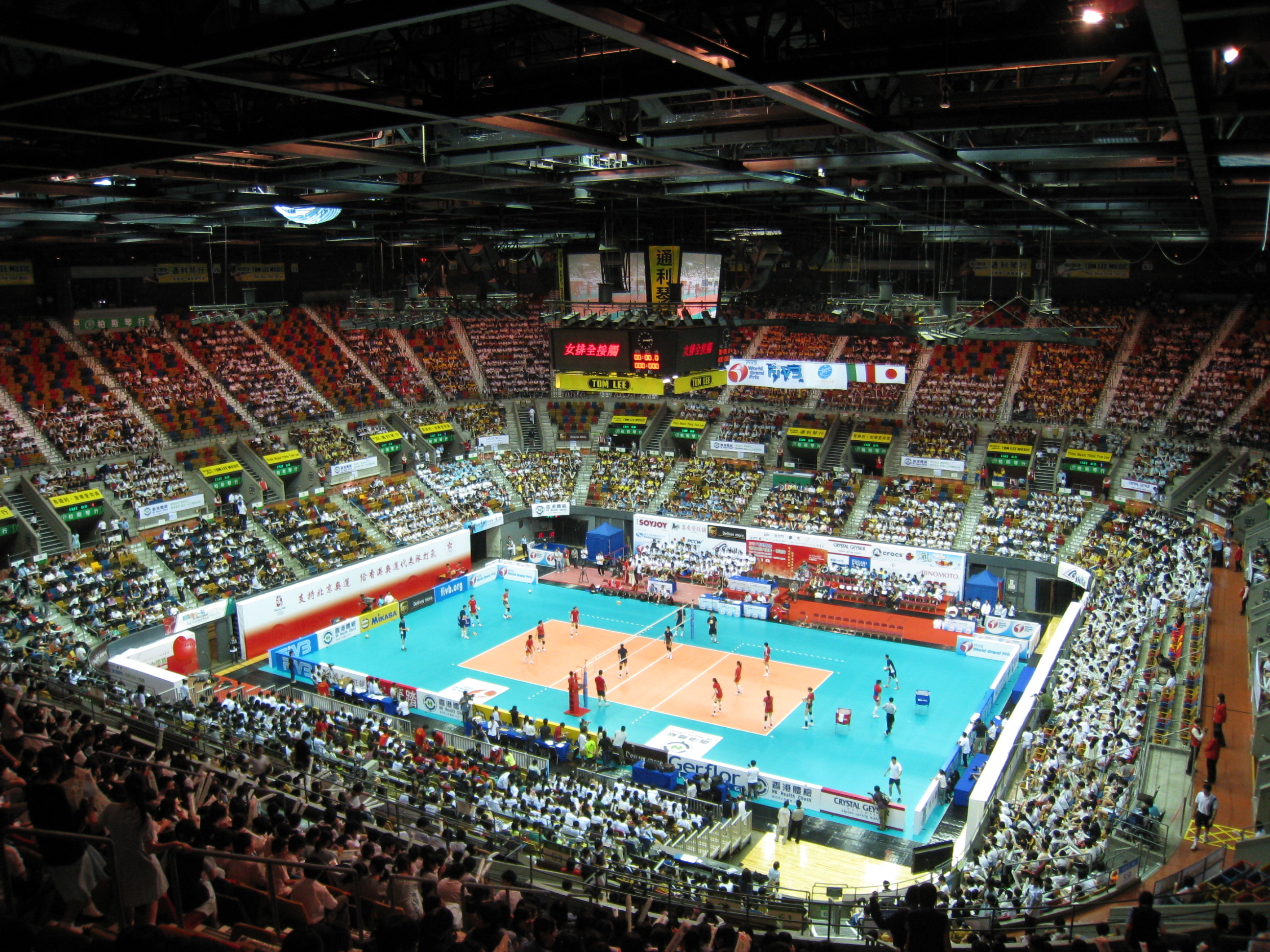
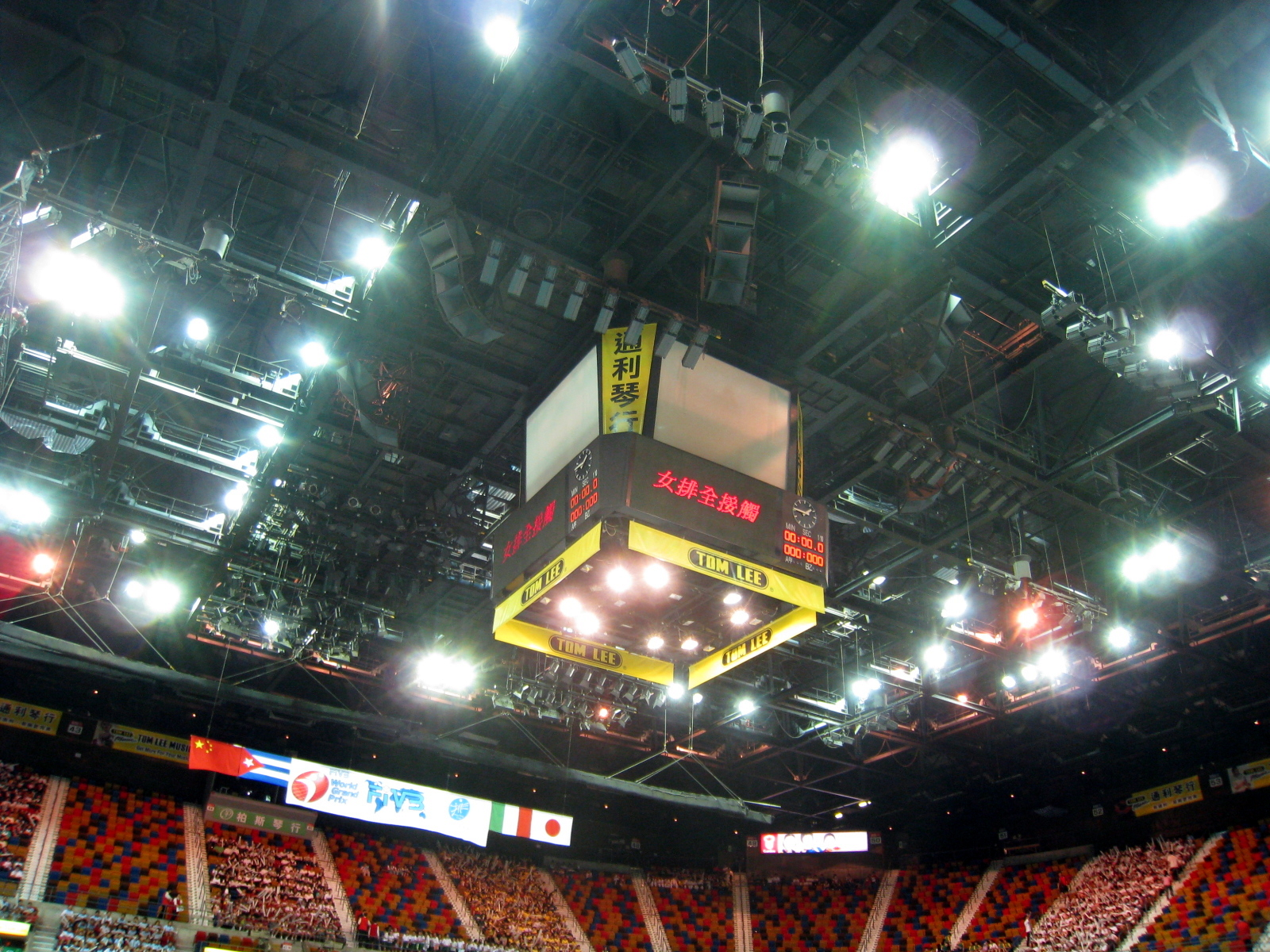
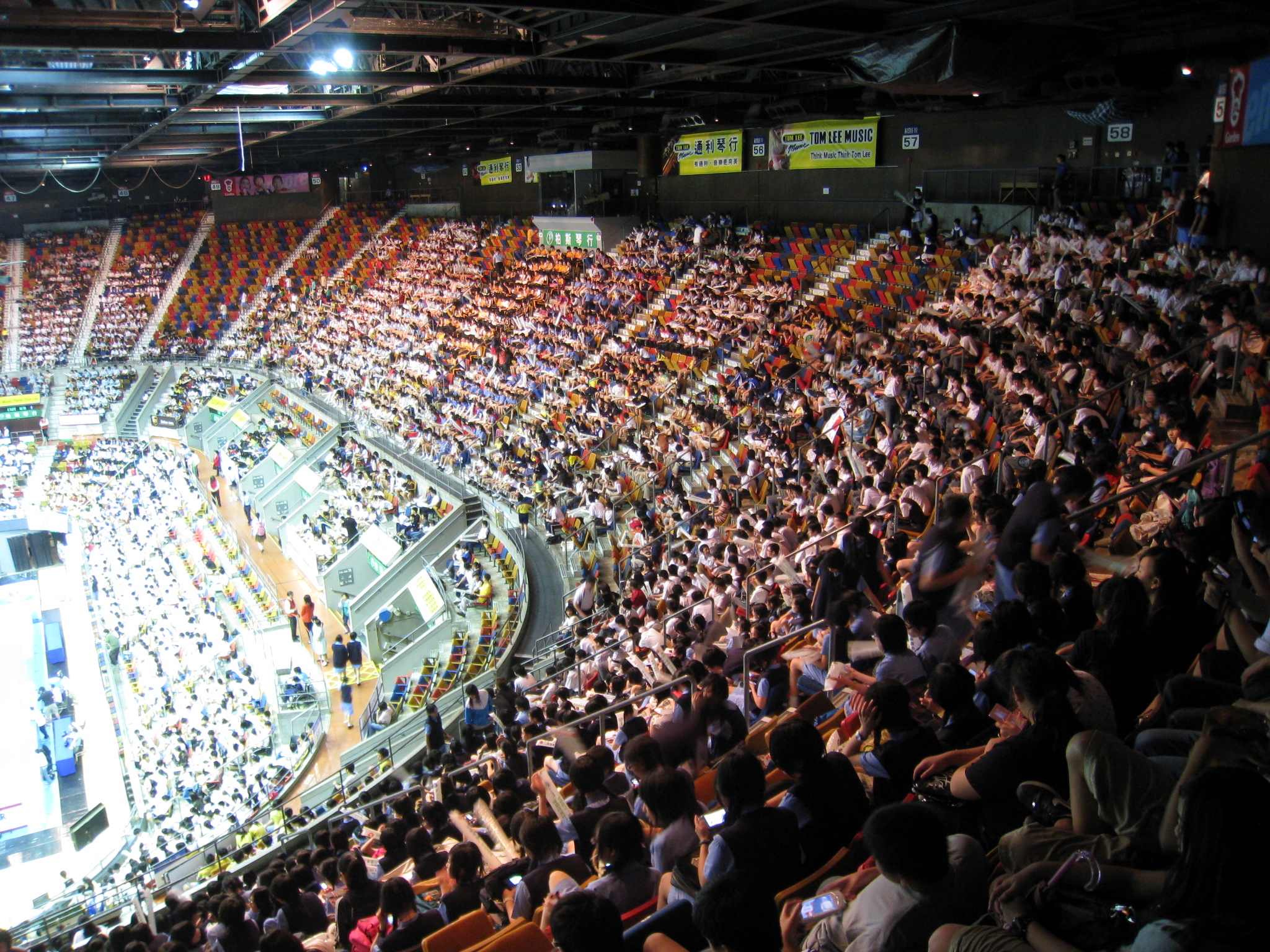
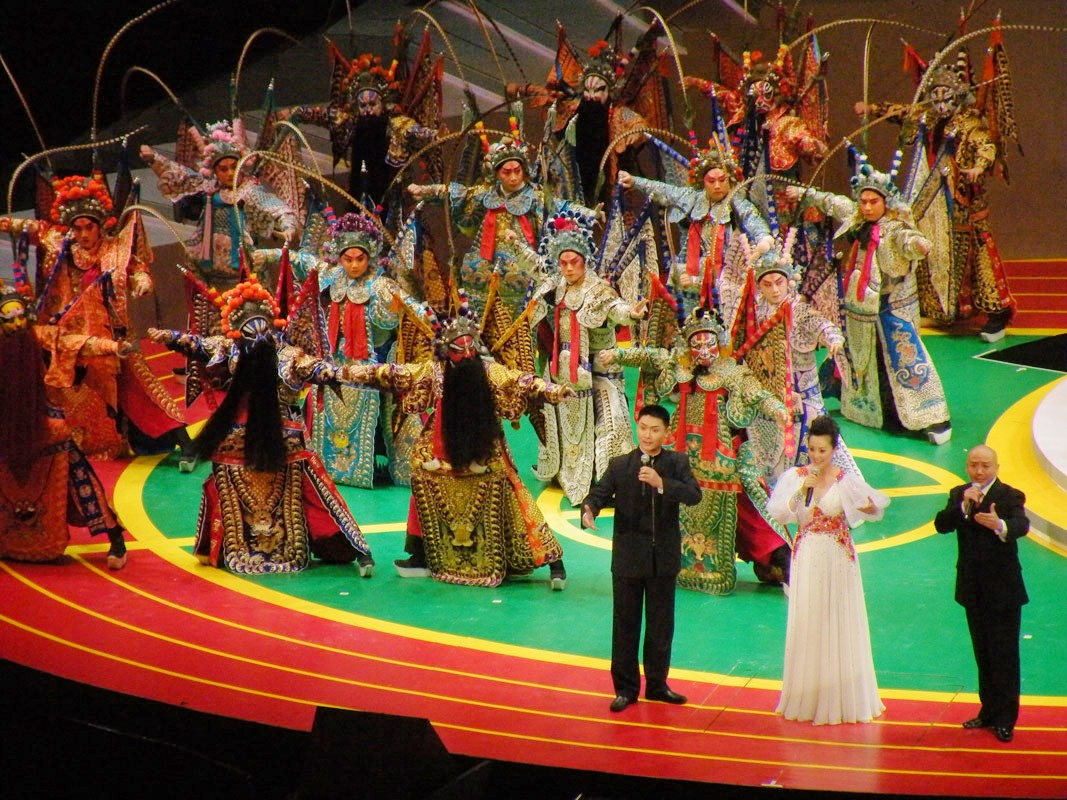
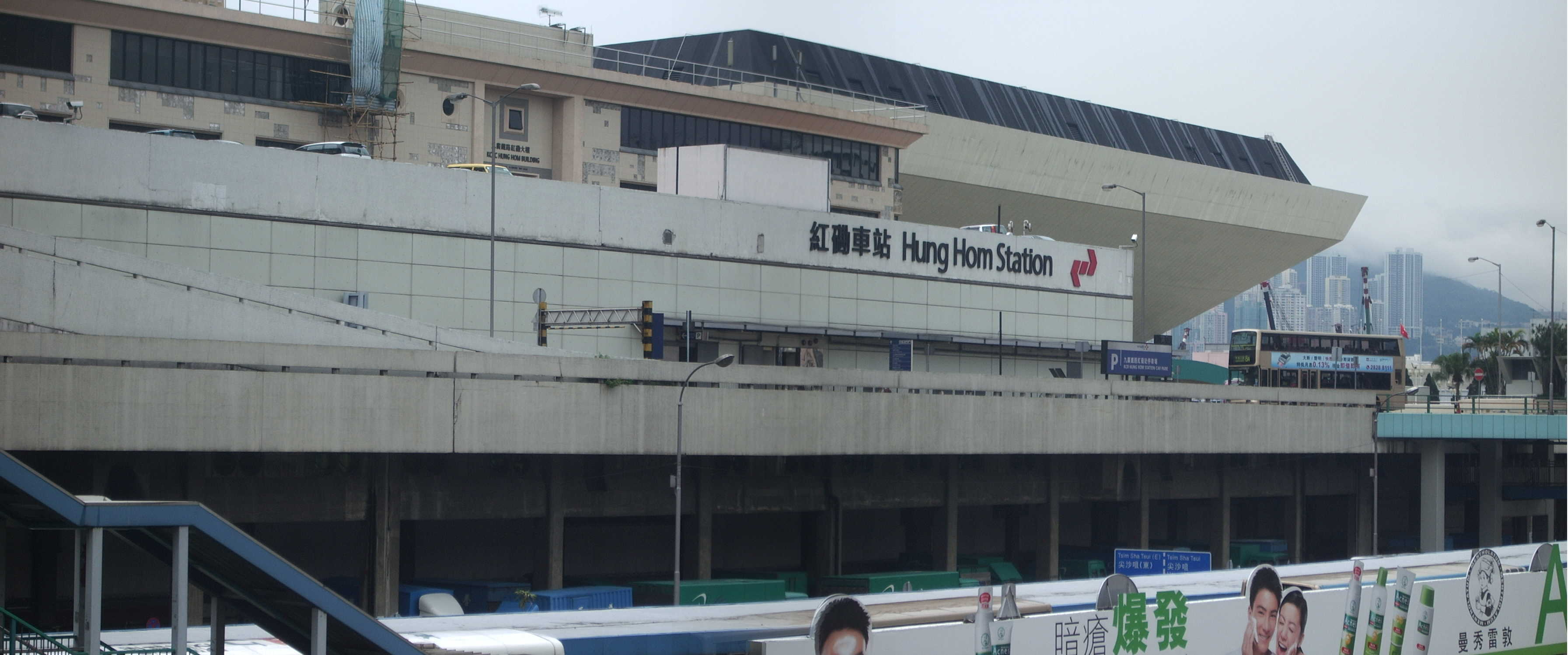